# York-Gothart Mix
York-Gothart Mix (* 7. Dezember 1951 in Itzehoe) ist ein deutscher Literaturwissenschaftler und Komparatist. 
Mix studierte Germanistik, Soziologie und Geschichtswissenschaft an der FU Berlin und der Ludwig-Maximilians-Universität München. Seine 1995 veröffentlichte Habilitationsschrift behandelt die Schulliteratur der Zeit um 1900 und brachte einen Impuls zur Erforschung dieser bis dahin vernachlässigten Literatur. Von 2002 bis 2017 war er Professor für Neuere deutsche Literaturwissenschaft und Komparatistik an der Philipps-Universität Marburg. Er hat zahlreiche Monographien, Sammelbände und Aufsätze zur Literatur- und Mediengeschichte veröffentlicht.
Mix ist der Sohn von Meinrad Mix.

## Publikationen (Auswahl)
- Die Schulen der Nation. Bildungskritik in der Literatur der frühen Moderne. Metzler, Stuttgart, Weimar 1995, ISBN 978-3-476-01327-9.

Als Herausgeber
- mit Ernst Fischer, Wilhelm Haefs: Von Almanach bis Zeitung. Ein Handbuch der Medien in Deutschland 1700–1800. Beck, München 1999, ISBN 978-3-406-45476-9.
- Naturalismus, Fin de siècle und Expressionismus (1890–1918) (= Hansers Sozialgeschichte der deutschen Literatur vom 16. Jahrhundert bis zur Gegenwart. Bd. 7). Hanser, München, Wien, ISBN 978-3446127821; dtv, München 2000, ISBN 978-3423043496.
- mit Konrad Feilchenfeldt, Ursula Hudson, Nicholas Saul: Zwischen Aufklärung und Romantik. Neue Perspektiven der Forschung (= Publications of the Institute of Germanic Studies London. Bd. 89). Königshausen & Neumann, Würzburg 2006, ISBN 978-3826034329.
- Kunstfreiheit und Zensur in der Bundesrepublik Deutschland. De Gruyter, Berlin, Boston 2014, ISBN 978-3-11-025999-5.
- Philipp Otto Runge. Briefe und Schriften. Band 1 bis 4, Ferdinand Schöningh, Paderborn 2021, ISBN 978-3-50-679303-4.